# Бояна Новакович
Боя́на Нова́кович (серб. Бојана Новаковић, англ. Bojana Novaković; нар. 12 липня 1981, Белград, СФРЮ) — австралійська акторка сербського походження. Найбільш відома своїми ролями у фільмах «Диявол» (2010), «Маленька смерть» (2014) та в телесеріалі «Інстинкт» 2018 року з Аланом Каммінгом.

## Біографія
Бояна народилася 12 липня 1981 року в Белграді, Югославії, у 1988 році переїхала з батьками до Австралії, де знімалася в національних телешоу, а в 2000 році — в кінофільмі «Маска мавпи».
Закінчила Національний інститут драматичного мистецтва (2002) за спеціальністю «драма». Заснувала власну театральну компанію (англ. Ride On Theatre), найбільшим успіхом якої стала постановка «Мері Маклайн» 2011 року за п'єсою, написаною Новакович.
У 2003 році здобула премію Австралійської академії кінематографії та телебачення за роль у мінісеріалі «Марнуючи час». У 2010 році знову номінована на цю премію за роль у фільмі «Відплата».
У США знялася в популярному серіалі «Безсоромні» та в кількох фільмах із популярними акторами: «Покоління Ом…» (2013) з Кіану Рівзом та Аделаїдою Клемен; «Відплата» (2010) з Мелом Гібсоном, «Скайлайн 2» (2017) з Френком Ґрілло.

## Фільмографія
| Рік       |   | Українська назва         | Оригінальна назва         | Роль                 |
| --------- | - | ------------------------ | ------------------------- | -------------------- |
| 1997      | ф |                          | Blackrock                 | Трейсі               |
| 1999      | ф |                          | Strange Fits of Passion   | Джая                 |
| 2000      | ф |                          | The Monkey's Mask         | Тіанна               |
| 2004      | ф |                          | Thunderstruck             | Анна                 |
| 2006      | ф |                          | Solo                      | Біллі Фінн           |
| 2006      | ф |                          | The Optimists             | Марина               |
| 2008      | ф | Сім душ                  | Seven Pounds              | Джулі                |
| 2009      | ф | Затягни мене до пекла    | Drag Me to Hell           | Іленка Гануш         |
| 2010      | ф | На межі темряви          | Edge of Darkness          | Емма Крейвен         |
| 2010      | ф | Диявол                   | Devil                     | Молода жінка         |
| 2010      | ф |                          | Шишање                    | Міна                 |
| 2011      | ф |                          | Burning Man               | Сара                 |
| 2012      | ф | Допоможіть стати батьком | Not Suitable for Children | Ава                  |
| 2012      | ф |                          | The King Is Dead!         | Тріс                 |
| 2012      | ф |                          | Generation Um...          | Вайолет              |
| 2014      | ф |                          | The Little Death          | Мейв                 |
| 2015      | ф |                          | The Hallow                | Клер                 |
| 2015—2016 | с | Безсоромні               | Shameless                 | Б'янка Самсон        |
| 2017      | ф | Я, Тоня                  | I, Tonya                  | Доді Тічмен          |
| 2017      | ф | Скайлайн 2               | Beyond Skyline            | Одрі                 |
| 2018—2019 | с | Інстинкт                 | Instinct                  | детектив Ліззі Нідем |
| 2018      | ф | Зло                      | Malicious                 | Лайза Пірс           |
| 2020      | ф | Хижі пташки              | Birds of Prey             | Еріка                |
| 2024      | с | Поліція Чикаго           | Chicago P.D.              | Жозефіна Петрович    |